# Helios-Sonnenuhr
Die Helios-Sonnenuhr ist eine moderne Globus-Sonnenuhr. Die Sonne wird von hinten auf ein Globus-Segment abgebildet. Der Lichtpunkt zeigt die Tages- und die Jahreszeit an. Er ist gleichzeitig als subsolarer Punkt interpretierbar.

## Funktionsprinzip

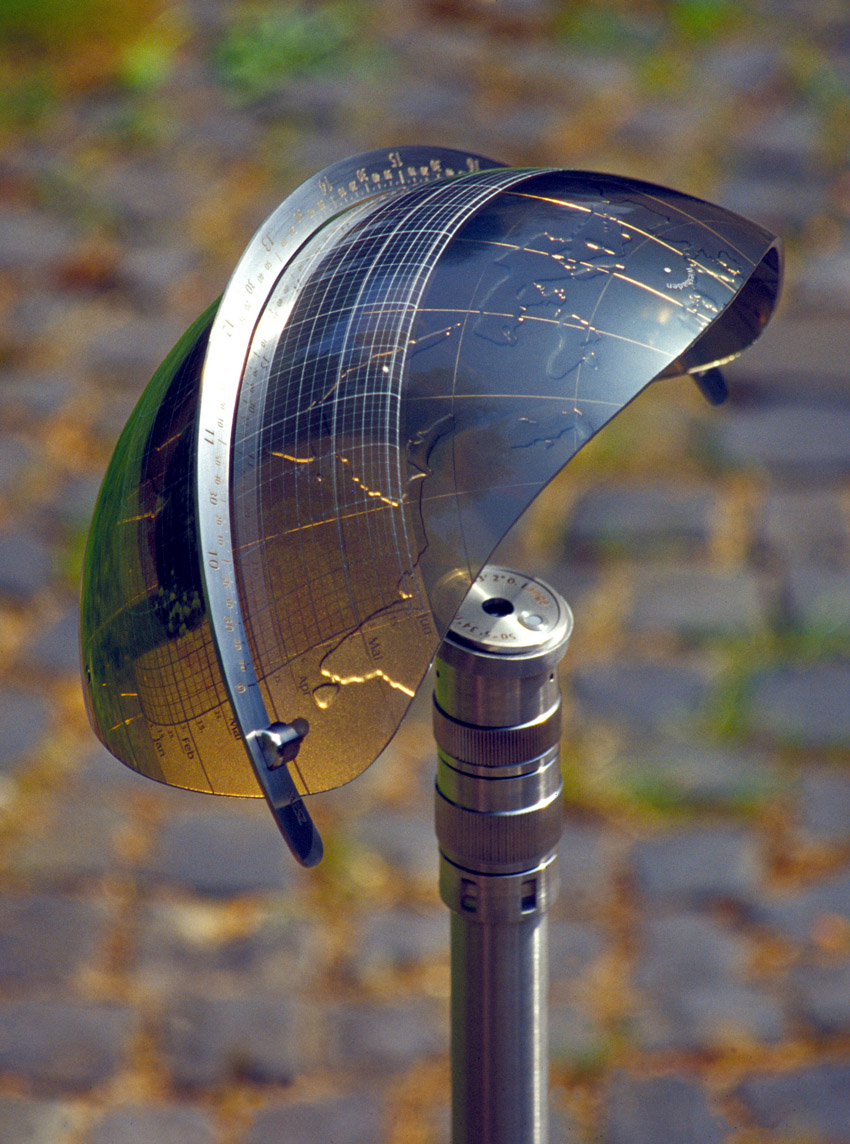
Die Helios-Sonnenuhr zeigt die Zeit (MESZ), das Datum und den subsolaren Punkt an.

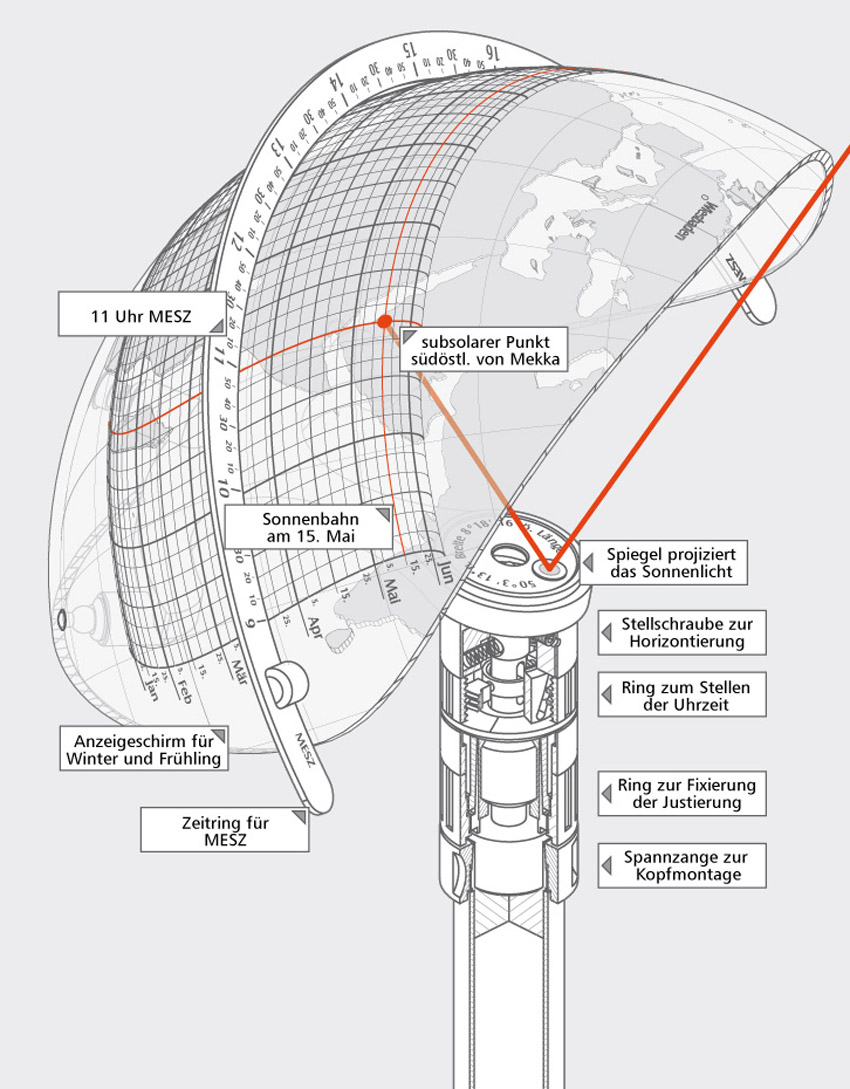
Funktionsprinzip: Ein Hohlspiegel projiziert das Sonnenbild auf den durchscheinenden Globusschirm.

Der in die Helios-Sonnenuhr eingebaute Hohlspiegel reflektiert das Sonnenlicht. Er ist gleichzeitig der abbildende Punkt (Nodus). Das Abbild der Sonnenscheibe erscheint als Lichtpunkt von hinten auf dem Schirm (Zifferblatt) der Sonnenuhr. Auf seiner Skala gibt der Lichtpunkt die Tageszeit und die Jahreszeit an. Der durchscheinende Schirm ist als Teil der Weltkugel gestaltet. Der über den Globus wandernde Lichtpunkt zeigt, wo die Sonnenstrahlen gerade senkrecht auf die Erde treffen. Die Sonne steht dort im Zenit, man spricht vom subsolaren Punkt auf der Erdoberfläche. Die Zeitgleichung ist genauer als bisher üblich in der Anzeige berücksichtigt. Auf Stundenlinien in Analemma-Form ist die Mitteleuropäische Zeit (MEZ) auch über den Tag korrigiert ablesbar.
Die Helios-Sonnenuhr ist die erste Globus-Sonnenuhr mit gleichzeitiger Anzeige der Mitteleuropäischen Zeit, des Kalenderdatums und der scheinbaren Wanderung der Sonne über der Erde.
Die Sonnenuhr ist mit zwei Anzeigeschirmen ausgestattet: Die Analemma-Schleifen sind in zwei Gruppen von Stundenlinien auf zwei Schirme verteilt. Ein Schirm wird für die aufsteigende Sonne (Winter und Frühling) und der andere für die absteigende Sonne (Sommer und Herbst) verwendet. Der Zeitring ist ebenfalls austauschbar. Für die Sommerzeit (MESZ) wird ein gegenüber der Normalzeit (MEZ) um eine Stunde verschobener Zeitring verwendet.
Das auf den Spiegel fallende Sonnenlicht darf nicht vom Anzeigeschirm ausgeblendet werden, deshalb kann dieser prinzipiell nur ein Ausschnitt des Globus sein.
Die Uhr wurde vom deutschen Ingenieur Carlo Heller entwickelt und ist seit 2001 am Markt.